# Dolomedes albineus
Dolomedes albineus là một loài nhện trong họ Pisauridae.
Loài này thuộc chi Dolomedes. Dolomedes albineus được Nicholas Marcellus Hentz miêu tả năm 1845.